# Taula de nombres aleatoris
La taula de nombres aleatoris es fa servir en estadística per a operacions com les de seleccionar mostres aleatòries. Les taules són més efectives que la selecció manual de mostres aleatòries (amb daus, naips, etc.). Actualment les taules de nombres aleatoris han estat substituïdes pels generadors de nombres aleatoris per ordinador.
Les taules de nombres aleatoris tenen les propietats desitjades sense importar com s'escullen dins la taula: per filera, columna, en diagonal o de forma irregular. La primera d'aquestes taules va ser publicada per L.H.C. Tippett l'any 1927, i després se'n van fer moltes altres. A la meitat de la dècada de 1940 la RAND Corporation va fer una gran taula de nombres aleatoris per a ser usada amb el Mètode Monte Carlo, i fent servir un maquinari de generador de nombres aleatoris va fer la A Million Random Digits with 100,000 Normal Deviates. Aquesta taula RAND feia servir una simulació electrònica amb una ruleta connectada a l'ordinador. A la dècada de 1950 es va fer servir la generació de nombres aleatoris mitjançant ERNIE.
Les primeres proves per investigar l'aletorietat estadística van ser desenvolupades a finals de la dècada de 1930 per M.G. Kendall i B. Babington Smith. Després es van fer tests més complicats i els mateixos Kendall i Smith crearen el concepte d'aleatorietat local.